# Георг Александр, герцог Мекленбургский
Георг Александр, герцог Мекленбургский (нем. Georg Alexander Herzog zu Mecklenburg; 27 августа 1921 — 26 января 1996) был главой Дома Мекленбург-Стрелиц с 1963 года до своей смерти.

## Биография
Георг Александр родился во французской Ницце в семье старшего сына тогдашнего графа Георга Карлова и его первой жены Ирины Михайловны Раевской (1892–1955). Его отец принял титул герцога Мекленбургского в стиле Светлейшего Высочества после его усыновления главой дома Мекленбург-Стрелиц и его дядей Михаилом Георгиевичем Мекленбург-Стрелицким. Принятие титула было подтверждено главой Российского Императорского Дома Великим Князем Кириллом Владимировичем 18 июля 1929 года и признано 23 декабря великим герцогом Фридрихом Францем IV Мекленбургским-Шверинским.
Со смертью дяди Михаила Георгиевича Мекленбург-Стрелицкого 6 декабря 1934 года его отец стал главой дома великих герцогов Мекленбург-Стрелиц, и таким образом Георг Александр стал наследником. Вся семья жила в замке Ремплин в Мекленбурге, пока он не был уничтожен пожаром в апреле 1940 года. Во время Второй мировой войны Георг Александр и его отец какое-то время были интернированы гестапо. Герцог Георг Александр изучал право во Фрайбурге, а затем закончил банковское дело. 18 декабря 1950 года титул его отца был подтвержден Домом Мекленбург-Шверин, и затем он принял стиль Высочества, в то время как его статус главы Дома Мекленбург-Стрелиц также был подтвержден. В то же время титул графа Карлоу был упразднен. Георг Александр какое-то время жил в Ирландии, где управлял несколькими владениями. Вернувшись в Германию, он двадцать лет работал в рекламной компании.
6 июля 1963 года он сменил своего отца на посту главы  дома Мекленбург-Стрелиц. В 1990 году он переехал в Мекленбург и получил квартиру в бывшей  резиденции замка Миров от местного правительства, и он участвовал в ее реконструкции. Георг Александр умер в Мирове, и его сменил на посту главы дома его сын герцог Борвин.

## Браки и дети
Герцог Георг Александр женился в Зигмарингене на эрцгерцогине Австрийской Илоне (20 апреля 1927 - 12 января 2011) гражданским образом 20 февраля 1946 года, после чего 30 апреля состоялась религиозная церемония. Эрцгерцогиня Илона принадлежала к венгерской Палатинской ветви Дома Габсбургов-Лотарингии и была внучкой эрцгерцога Австрии Иосифа Августа.У Георга Александра и Илоны было четверо детей:
| герцогиня Елизавета Кристина | 22 марта 1947 г.  | Замужем за Альхардом, бароном фон дем Буше-Иппенбург (родился 30 июня 1947 г.) в гражданском порядке 15 ноября 1974 г. в Люденшайде и в религиозном отношении 3 мая 1975 г. в замке Гогенцоллерн . До развода 15 декабря 1997 года имел двух дочерей и одного сына, Рикарду, Жозину и Габриэля. |
| герцогиня Мария Екатерина    | 14 ноября 1949 г. | Замужем за Вольфгангом фон Василевски (родился 15 декабря 1951 г.) в гражданском порядке 17 марта 1978 г. в Бонне и религиозно 15 июля в Бингене . Имеет двоих детей, Наталью и Александра. |
| герцогиня Ирина              | 18 апреля 1952 г. | Замужем за Константином Хармсеном (родился 28 апреля 1954 г.) в гражданском порядке 22 сентября 1979 г. в Мехико и религиозно в Бингене 26 июля 1980 г. Имеет двух сыновей, Максимилиана и Морица.                                                                                              |
| герцог Борвин                | 10 июня 1956 г.   | Женился на Алисе Вагнер (родилась 2 августа 1959 г.) в Хинтерцартене в гражданском порядке 24 декабря 1985 г. и религиозно 19 июля 1986 г. Имеет троих детей, Ольгу, Александра и Майкла, и в настоящее время является главой Дома Мекленбург-Стрелиц.                                          |

## Генеалогия
Георг-Александр Мекленбургский принадлежит к третьей ветви (Мекленбург-Стрелицкой), происходившей от первой ветви Дома Мекленбургов. Эта третья линия пресеклась с Георгом Александр фон Мекленбург. Его сын Борвин в настоящее время является претендентом на престол Мекленбурга.

## Награды
1. Большой крест Дома ордена вендской короны Мекленбург-Стрелиц
2. Рыцарь Чести и Преданности Суверенного Мальтийского Ордена
3. Почетный крест 1-й степени ордена Княжеского дома Гогенцоллернов
4. Большой крест Королевского черногорского дома ордена Святого Петра
5. Большой крест Королевского румынского ордена короля Кароля
6. Медаль Фрица Рейтера